# Villino Barattia
Il Villino Barattia è una storica residenza stile Art Nouveau di Parella in Piemonte.

## Storia
Il villino venne costruito come dipendenza all'interno del parco di Villa Barattia dal cavalier Giacomo Barattia, imprenditore attivo nell'editoria e nell'industria cartaria. A progettare l'edificio sarebbe stato l'ingegnere Giovanni Ferrando, attivo in Torino, Borgofranco e Lessolo.

## Descrizione
Con le sue forme che riprendono quelle di un cottage inglese, l'edificio rappresenta un'eccezione nel panorama architettonico canavesano.